# Rolland-Yves Mauvernay
Pour les articles homonymes, voir Mauvernay.
Rolland-Yves Mauvernay, né le 22 mars 1922 à Limoges (Haute-Vienne) et mort le 14 novembre 2017 en Suisse, est un docteur en pharmacie et un chef d'entreprise français et suisse.
Fondateur entre autres du Centre européen de recherche Mauvernay (CERM) ainsi que du groupe pharmaceutique Debiopharm, basé à Lausanne en Suisse.

## Biographie
Rolland-Yves Mauvernay a terminé ses études médicales à la faculté de médecine et de pharmacie de l'université de Strasbourg en France, puis y a obtenu son doctorat en biologie, bactériologie et pharmacie en 1947. En 1953, il crée les Laboratoires RIOM en Auvergne (France) et achète par la suite plusieurs laboratoires pharmaceutiques et diverses molécules rares. En 1973, il vend les Laboratoires RIOM et, en 1979, fonde Debiopharm International SA, une société de développement biopharmaceutique qui finance et développe des produits thérapeutiques innovants. Il a par la suite créé Debiopharm Research & Manufacturing SA, spécialisé dans le développement de systèmes de fabrication de médicaments et de fabrication de médicaments à libération prolongée. 
Rolland-Yves Mauvernay dirige un groupe de 350 employés, soutenu par 500 experts externes, responsables de la recherche et du développement.

## Ouvrage
- La seconde révolution thérapeutique, Paris, Éditions du Rocher, 1975.